# Flughafen Grand Canyon West

i7
i11
i13
Der Grand Canyon West Airport (IATA-Code: GCW, FAA-LID: 1G4) ist ein öffentlicher Flughafen, 97 km nordwestlich von Peach Springs im Mohave County, Arizona in den Vereinigten Staaten.

## Flughafendaten
Er hat eine Asphaltpiste mit 1524 m Länge und 23 m Breite. Die Fläche des Flughafens beträgt 140 ha. Die Seehöhe beträgt 1471 m.
Besitzer und Betreiber ist der Indianer-Stamm Hualapai-Indianer. Der Flughafen liegt im Reservat der Hualapai.

## Geschichte
Der Flughafen wurde im Oktober 1988 eröffnet.
Derzeit (2023) operieren zwei Fluggesellschaften am Flughafen Grand Canyon West: Grand Canyon Airlines und Maverick Airlines. Grand Canyon Airlines bietet Besichtigungstouren über den Grand Canyon an, während Maverick Airlines Rund- und Helikopterflüge anbietet.

## Flugbetrieb
Im Jahre 2022 wurden 32.726 Passagiere befördert. Im selben Jahr fanden 12.917 Flugbewegungen statt, davon 155 Zwischenlandungen und 12.762 Air-Taxi-Flüge.